# Nahuel Guzmán
Nahuel Ignacio Guzmán (Rosario, 1986. február 10. –) argentin labdarúgó, a mexikói Tigres UANL kapusa.